# Guatteria terminalis
Guatteria terminalis este o specie de plante angiosperme din genul Guatteria, familia Annonaceae, descrisă de Robert Elias Fries. Conform Catalogue of Life specia Guatteria terminalis nu are subspecii cunoscute.